# Columnea fuscihirta
Columnea fuscihirta är en tvåhjärtbladig växtart som beskrevs av L.P. Kvist och L.E. Skog. Columnea fuscihirta ingår i släktet Columnea och familjen Gesneriaceae. Inga underarter finns listade i Catalogue of Life.